# Новонікольське (Александровський район, Оренбурзька область)
Новоні́кольське (рос. Новоникольское) — село у складі Александровського району Оренбурзької області, Росія.

## Населення
Населення — 295 осіб (2010; 367 у 2002).
Національний склад (станом на 2002 рік):
- росіяни — 99 %